# Poldertje van C. van der Dong
Het Poldertje van C. van der Dong is een voormalig waterschap in de Nederlandse provincie Groningen.
Van het poldertje is niet meer bekend dan dat het genoemd wordt in Beschrijving molenpolders Westerkwartier en dat het ten westen van de Kleine Oostwolderpolder lag. Volgens Geertsema lag daar echter de Polder van de gebroeders Bos. Onduidelijk is dus of het tussen beide polders in lag (qua grootte zou het kunnen) of dat het ten zuiden van de gebroeders Bos lag.
Waterstaatkundig gezien ligt het gebied sinds 1995 binnen dat van het waterschap Noorderzijlvest.